# Kirenskij rajon
Lo Kirenskij rajon (in russo Киренский район?) è un rajon dell'Oblast' di Irkutsk, nella Russia asiatica; il capoluogo è Kirensk. Istituito nel 1929, ricopre una superficie di 43.000 chilometri quadrati e ospita una popolazione di circa 21.000 abitanti.